# تارتو

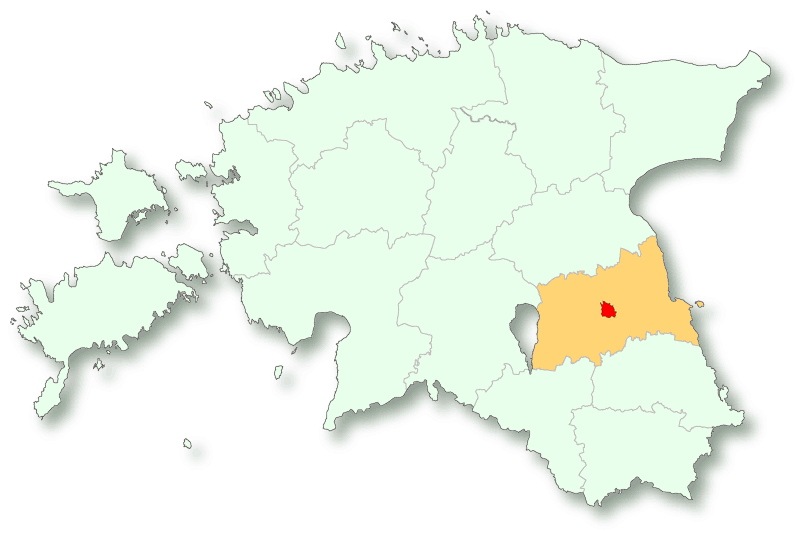
موقع مدينة تارتو داخل إستونيا

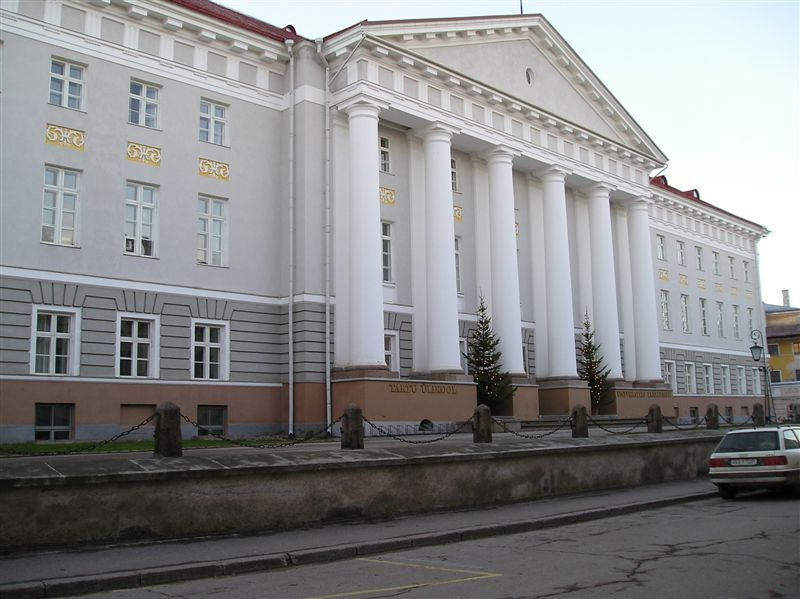
جامعة تارتو

تارتو ثاني أكبر مدن إستونيا إذ يبلغ تعداد سكانها نحو 102 ألفاً، وتعتبر تارتو مركزًا للفكر والثقافة في البلاد خاصة وأنها تضم أقدم وأشهر جامعة إستونية وهي جامعة تارتو. تقع تارتو على بعد 186 كيلومتر إلى الجنوب الشرقي من العاصمة تالين وهي مركز جنوب إستونيا. يوجد أيضاً مطار للمدينة هو مطار تارتو، كما أنها أيضًا موطن الأكاديمية الأستونية للزراعة ومعاهد أخرى للتعليم العالي مثل الفانميوين الذي هو أقدم مسرح للتمثيل والموسيقى العريقة. ومن الصناعات التي قامت في تارتو صناعات الأغذية، والمنتجات الجلدية، والمنتجات الخشبية ومعدات الآلات والصناعات النسيجية.

## تاريخ
بدأ أكبر استيطان في تارتو في القرن الخامس الميلادي. أما المدينة نفسها فقد تأسست عام 1030، وكانت جزءًا من أستونيا المستقلة من عام 1918 حتى عام 1940. وفي نفس العام وفي ظل السيطرة الروسية على أستونيا فرضت عليها روسيا أن تكون جزءا من الاتحاد السوفياتي (السابق)، غير أنها أصبحت دولة مستقلة مرة أخرى عام 1991.

## توأمة
لتارتو اتفاقيات توأمة مع:
- كاوناس (1993 - )[11]

## أعلام
- فرانز أبنوس
- فريدريش ماكسيميليان فون كلنجر
- كارل إرنست فون باير
- جان كيرسيبو
- ماركو مارتن
- يوهان فريدريش فون
- رين تاراما
- كارل إرنست كلاوس
- فريدريش باروت
- توماس كلوسين

## وصلات خارجية
- الموقع الرسمي لمدينة تارتو (بالإنجليزية)